# Nigel Codrington
Nigel Codrington (Georgetown, 5 de julio de 1979) es un exfutbolista de Guyana que jugaba como delantero. Es hasta la fecha el máximo goleador de Guyana, registrando 18 goles en 33 partidos. 

## Trayectoria
Debutó en 1999 para el Camptown de Georgetown. Cuatro años después comenzó su carrera en el exterior, jugando para el Notre Dame Bayville de Barbados. Posteriormente, en 2005 llegó a Trinidad y Tobago para jugar por el San Juan Jabloteh y al año siguiente lo hizo para el Caledonia AIA.
Su gran temporada con el Caledonia AIA le valió el traspaso al Cleveland City Stars de los Estados Unidos por todo el 2007. Finalizado su contrato, regresó al Caledonia AIA, en donde también se quedó por un año. A inicios del 2009 estuvo a prueba en el Charleston Battery de Estados Unidos, pero no la superó y emprendió el retorno a su país para enrolarse nuevamente al club que lo vio nacer. 
En 2011, y tras sufrir constantes lesiones en los últimos años, se retiró del fútbol con la camiseta del Alpha United.

## Selección nacional
Jugó su primer partido con los Golden Jaguars el 23 de marzo de 2001 en Georgetown contra Barbados, y de inmediato, anotó su primer gol. El partido terminó 2-2.
Participó en 4 ediciones de la Copa del Caribe: 2001, 2007, 2008 y 2010. En el torneo del 2007, cumplió sus mejores actuaciones con su selección, al anotar 11 goles en 9 partidos jugados (10 de ellos en la fase de grupos jugada en 2006, récord vigente de goles hechos por un jugador guyanés en la selección un solo año), y siendo elegido en el equipo ideal al término de dicho torneo. 
Asimismo, vio acción en las eliminatorias para la Copa Mundial de Fútbol de 2006 y de 2010. En total, jugó 3 partidos y anotó 1 gol, frente a Surinam.
Su último partido internacional con Guyana fue el 1 de diciembre de 2010 contra Jamaica en la fase final de la Copa del Caribe. 
Es el máximo artillero de su selección al registrar 18 goles en 33 partidos jugados.

## Clubes
| Club                 | País              | Año         |
| -------------------- | ----------------- | ----------- |
| Camptown FC          | Guyana            | 1999 - 2003 |
| Notre Dame Bayville  | Barbados          | 2003 - 2004 |
| San Juan Jabloteh    | Trinidad y Tobago | 2005        |
| Caledonia AIA        | Trinidad y Tobago | 2006        |
| Cleveland City Stars | Estados Unidos    | 2007        |
| Caledonia AIA        | Trinidad y Tobago | 2008        |
| Camptown FC          | Guyana            | 2009 - 2010 |
| Alpha United         | Guyana            | 2011        |